# エーヴベリー
エーヴベリー(Avebury) ([ˈeɪvbri]) はイングランド南西部ウィルトシャーのエーヴベリー村近郊にある、3つのストーンサークルを含んだ新石器時代のヘンジである。大ブリテン島で最も著名な先史時代の遺跡の1つであり、 ヨーロッパ最大のストーンサークルが存在する。観光名所であるとともに、ネオペイガニズムにとって重要な宗教空間である。
新石器時代の紀元前2600年頃に作られたこの遺跡は、周縁部に大きなストーンサークルを持つ大規模なヘンジ(土手と溝のこと)と、遺跡の中心部に位置する2つの独立した小さなストーンサークルで構成されている。この遺跡が作られた本来の目的はわかっていないが、おそらく何らかの儀式や祭典に使われていたのだろうと考古学者たちは考えている。 エーヴベリー遺跡は、ウェスト・ケネット・ロング・バロウやシルバリーヒルなど近隣のより古い遺跡を含んだ、広域の先史時代の風景の一部であった。
英国の鉄器時代には既に事実上遺棄されており、ブリタンニア時代にこの場所で人間活動が行われていた形跡がある。中世初期にはまず村が遺跡の周囲に作られ始め、最終的に村は遺跡内部にまで広がった。中世後期から近代初期になると、地元の人々は宗教的理由・実用的理由により、ヘンジ周辺にある多くの立石を破壊したが、17世紀の好古家ジョン・オーブリーやウィリアム・ステュークリーはエーヴベリーに興味を持ち、破壊される前の遺跡の多くを記録に残した。20世紀になって、主にアレクサンダー・ケイラー率いる考古学的調査が行われ、ケイラーは遺跡の多くを再建する計画の監督を行った。
エーヴベリーを所有し、管理しているのは、慈善組織ナショナル・トラストであり、遺跡は一般公開されている。 エーヴベリーは世界遺産のみならず、英国の記念保存物に指定されており、世界遺産においては ストーンヘンジ、エーヴベリーと関連する遺跡群として知られるウィルトシャー広域の先史時代の風景の一部として見られている。

## 位置と環境
grid reference SU10266996,エーヴベリーは現在のマールボロとカーンの町からそれぞれおよそ6 and 7マイル (10 and 11 km)離れている。エーヴベリーはケネット谷上流の白亜が広がる地域、バークシャー丘陵地帯の西端に位置しており、バークシャー丘陵地帯はケネット川流域にあって、地元の泉や季節的な水路の水源となっている。遺跡は地域の地形よりわずかに高い場所にあり、海抜 160 m (520 ft) の低い白亜の尾根上に位置する。東部にはマールボロ丘陵地帯があり、低地に丘が広がっている。遺跡の場所は新石器時代及び青銅器時代初期の遺跡が集まった地域の中心部に位置し、1986年には南に 17マイル (27 km) 離れたストーンヘンジとともに世界遺産に登録された。現在では「ストーンヘンジ、エーヴベリーと関連する遺跡群」の一部として登録されている。 この遺跡は、先史時代の人々と地形環境の関係についての情報を提供する新石器時代及び青銅器時代の風景の一部として保存されている。

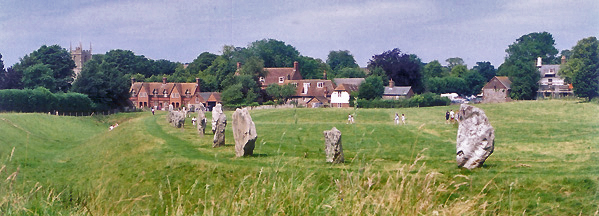
エーヴベリーのヘンジと村

放射性炭素年代測定と地中に埋まった花粉の分析により、大ブリテン島低地の環境は紀元前4250-4000年頃に変化したことがわかっている。湿っぽく粘土質の土壌と濃い森が果てしなく広がる環境から草原への変化の大部分は農民によって、おそらくは焼畑農業によりもたらされたものである。環境的諸要因もまたこの変化に寄与したのかもしれない。エーヴベリー周辺の白亜質土壌において保存される花粉の量は乏しいため、過去のある時期の地域環境の様子を調べる上で最も確実な証拠となるのは、かたつむりの堆積物の研究である。かたつむりは生息地によって種が異なるため、ある特定の種の存在により、その当時その特定の地点がどのような地域だったかがわかるのである。 現在得られている証拠が示唆しているのは、新石器時代初期のエーヴベリーと周辺の丘陵地帯は深いオークの森で覆われており、新石器時代後半になるにつれ、エーヴベリーと近隣の遺跡の森林は後退し、草原に遷移したということである。

## 建設
エーヴベリーは紀元前2600年頃に建設され、どうやらその後一千年の間地域住民に使われたらしい。単一の記念物として計画されたのではなく、後期先史時代の様々な時期に着手された複数の事業の結果である。 
エーヴベリーにあるような大規模記念物が建設されたことは、紀元前4000年から3500年頃までには大ブリテン島で安定した農業経済が発達していたことを示している。大規模記念物を建築した人々は、そうした不必要な活動に時間を費やせる程度に安定している必要があった。エーヴベリーは新石器時代にこの地方に設立された遺跡群の一つである。この遺跡群はヘンジ、関連する長方形古墳群、ストーンサークル、アヴェニュー、コーズウェイドインクロージャー（土手道で結ばれ、同心円上の堀に囲まれた集落）から成る。このような構成の遺跡群はエーヴベリー地域に限ったものではない。例えば、ストーンヘンジも同種の遺跡群で特徴づけられるほか、ドーセットにはドーチェスターのはずれにヘンジ、メイデンカースル近辺にコーズウェイドインクロージャーが存在する。 イングリッシュ・ヘリテッジで調査官として働き、エーヴベリーのアレクサンダー・ケイラー記念館の学芸員であったキャロライン・マローンによれば、エーヴベリーやストーンヘンジのような新石器時代の場所と関連する遺跡群は、儀式的あるいは祭式的な中心を構成していた可能性があるということだ。
考古学者のマイク・パーカー・ピアソンは、ヘンジへの石の追加はシルバリーヒルの建設やストーンヘンジ、ダーリントン・ウォールズの多数の建築事業に近似する時代に行われたと指摘している。この理由により、彼はその時代に”宗教復興”が起こり、莫大な量の資源が祭式記念物の建設に費やされることにつながったのではないかと推測している。
考古学者のアーロン・ワトソンは、地面を掘って掘り土を大きな土手の建設に使用することで、エーヴベリー遺跡の建設作業を行った新石器時代の人たちが、自分たちは陸地を「ひっくり返し」、それにより「地上世界と地下世界の境界」となる空間をつくりだしていると象徴的に考えていた可能性を強調している。

### ヘンジ

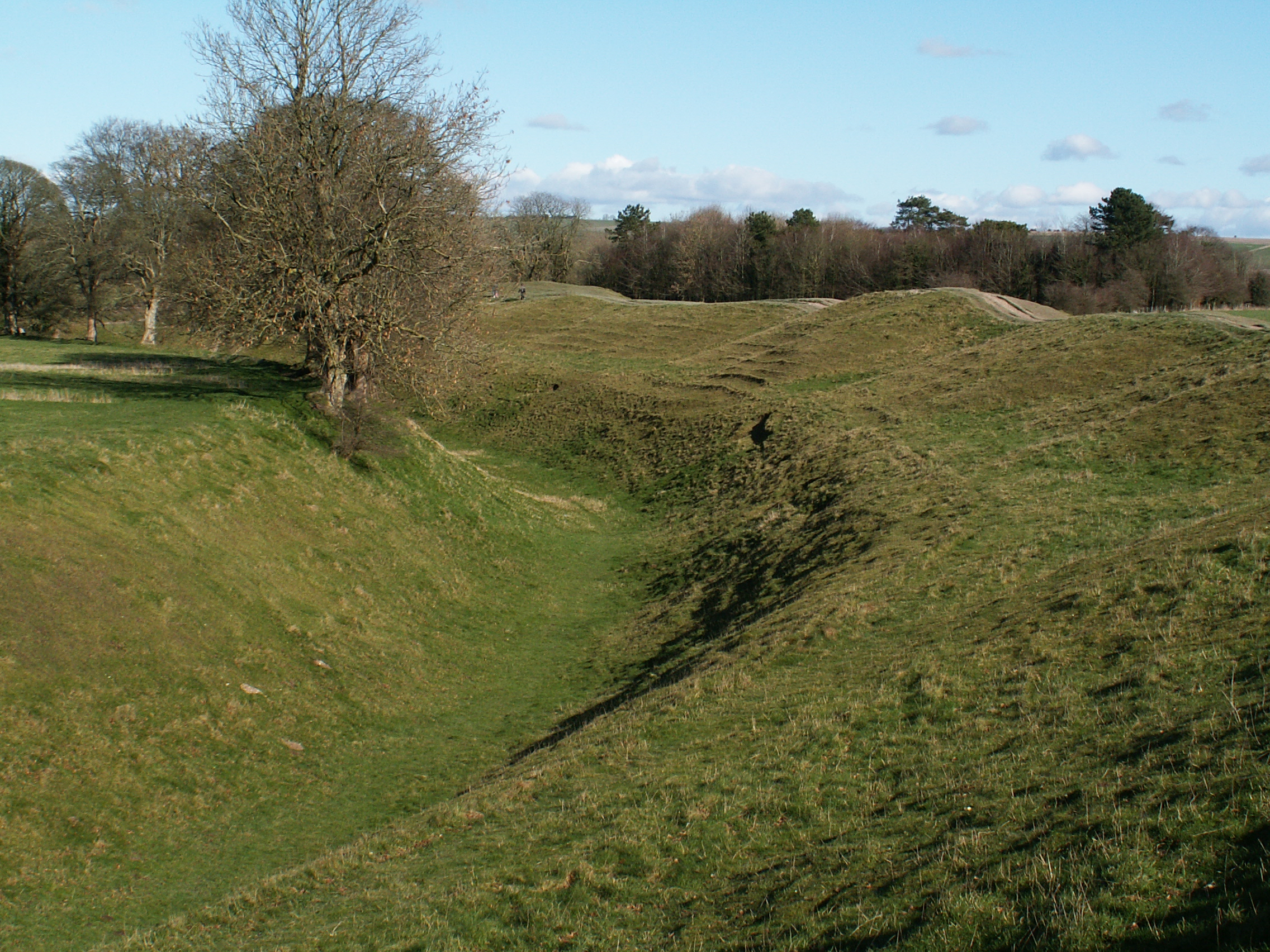
外側の水路の一部

エーヴベリー遺跡はヘンジであり、内部に水路を持つ大きな環状の土手からなる遺跡の典型である。ヘンジは完全な円形ではないが、直径約420メートル (460 yd)である。唯一知られている、同時期に建設された比較できる場所はエーヴベリーの四分の一の大きさしかない。水路のみで幅21メートル (69 ft)、水深11メートル(36 ft)あり、水路に埋まっていた土から採取した炭素は紀元前3300年から2630年(4300+/-90)まで遡れた。
土手の発掘により、土手が拡大されていたことが明らかになった。土手の拡大は、どうも水路から道具を使って掘ることで行われたらしく、水路の建設は早い時期から始まったのかもしれないと想定できるが、推測では水路の建設が始まったのはそれほど早い時期ではなかったと考えられている。 土手の頂上は平らではなく、考古学者のキャロライン・マローンはその理由として、近接している水路の区域で働いていた穴掘り人たちが引き受けた作業にむらがあったことを提案している。 しかし後に、アーロン・ワトソン、マーク・ジリングズ、そしてジョシュア・パラドなどの考古学者たちは、これは新石器時代のヘンジ建築本来の特徴であったと示唆している。

### 外側のストーンサークル

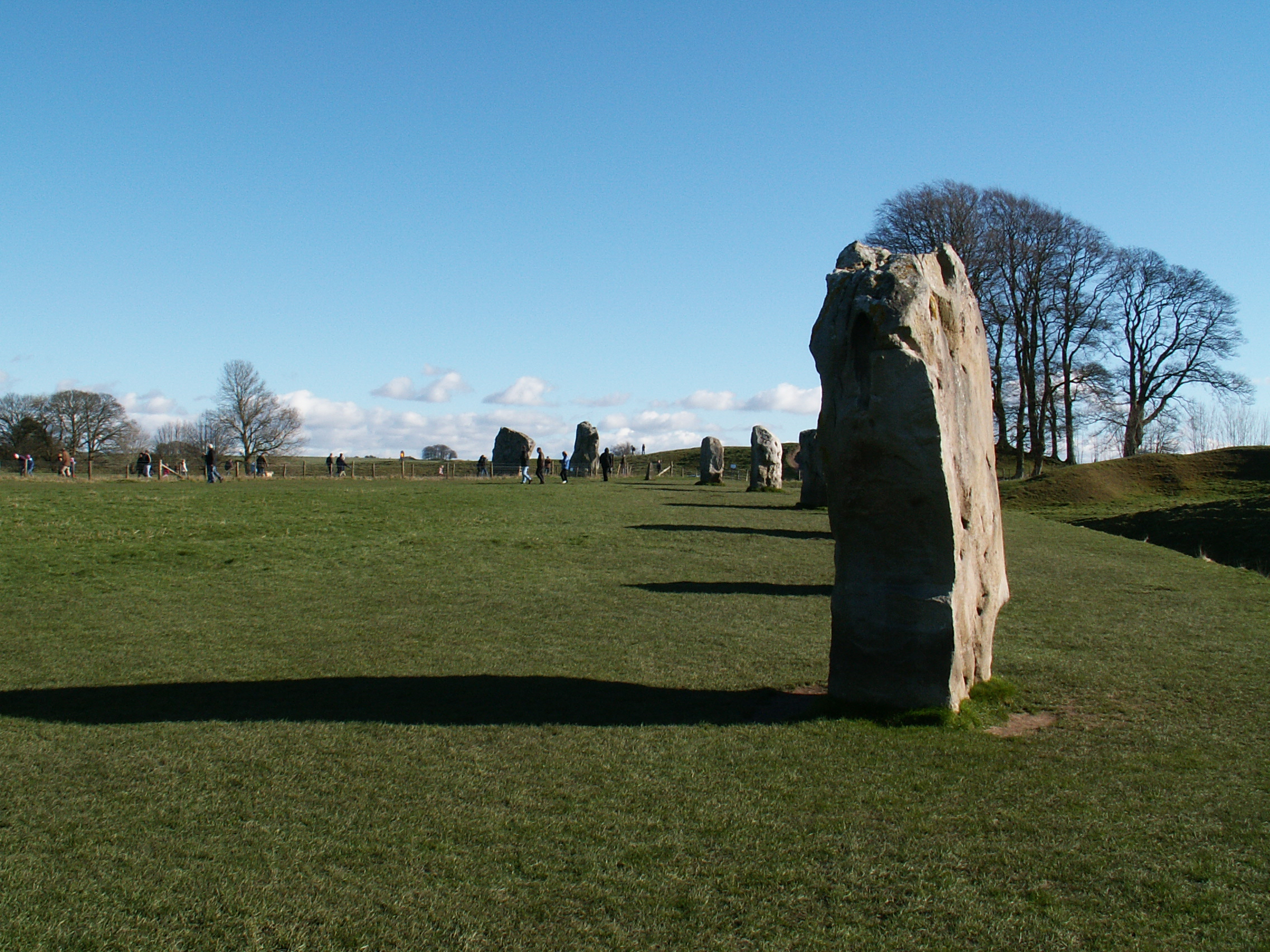
外側のストーンサークルの一部

ヘンジ内にある2つあるストーンサークルのうち、外側のストーンサークルはヨーロッパ最大規模のストーンサークルの1つである。 直径331.6メートル (1,088 ft)、 大ブリテン島で最大のストーンサークルである。 このストーンサークルは、ヘンジの土工事と同時代、あるいは4～5世紀後に建築された。もとはサルセン石でできたメンヒルが98つあり、40トンを超えるメンヒルも存在する。メンヒルの高さは3.6メートルから4.2メートルまで様々であり、北側と南側の入口がその実例となっている。ストーンホールの2つに埋まっていた炭素は紀元前2900年から2600年 (3870+/-90, 4130+/-90)まで遡った。
南側の入口にある2つの大きなメンヒルは異常に滑らかな表面となっており、おそらくは表面で石斧を磨いたためと思われる。

### 内側のストーンサークル群
遺跡中央部の近くには、さらに2つの別々のストーンサークルがある。北部内側の輪の直径は98メートル (322 ft)であるが、4つのメンヒルのうちまっすぐに立っているのは2つだけである。3つのメンヒルからなるコーヴが中心にあり、その入口は北東に面している。 オークニー諸島の巨石文化を示すリング・オブ・ブロッガーで着手された実験に基づき、考古学者のジョシュア・パラド、マーク・ジリングズ、そしてアーロン・ワトソンは、エーヴベリー内側のストーンサークル群の内部で生まれた音はメンヒルから反射する音波として反響音をつくったのだろうと信じている。
南部内側の輪の直径は、18世紀の破壊以前は108メートル (354 ft)あった。残存している円弧部分は現在、村の建物の下にある。 高さ5.5メートル (18 ft) の1つの大きなモノリスが、整列した小さなメンヒルとともに中心部に立っている。

### アヴェニュー

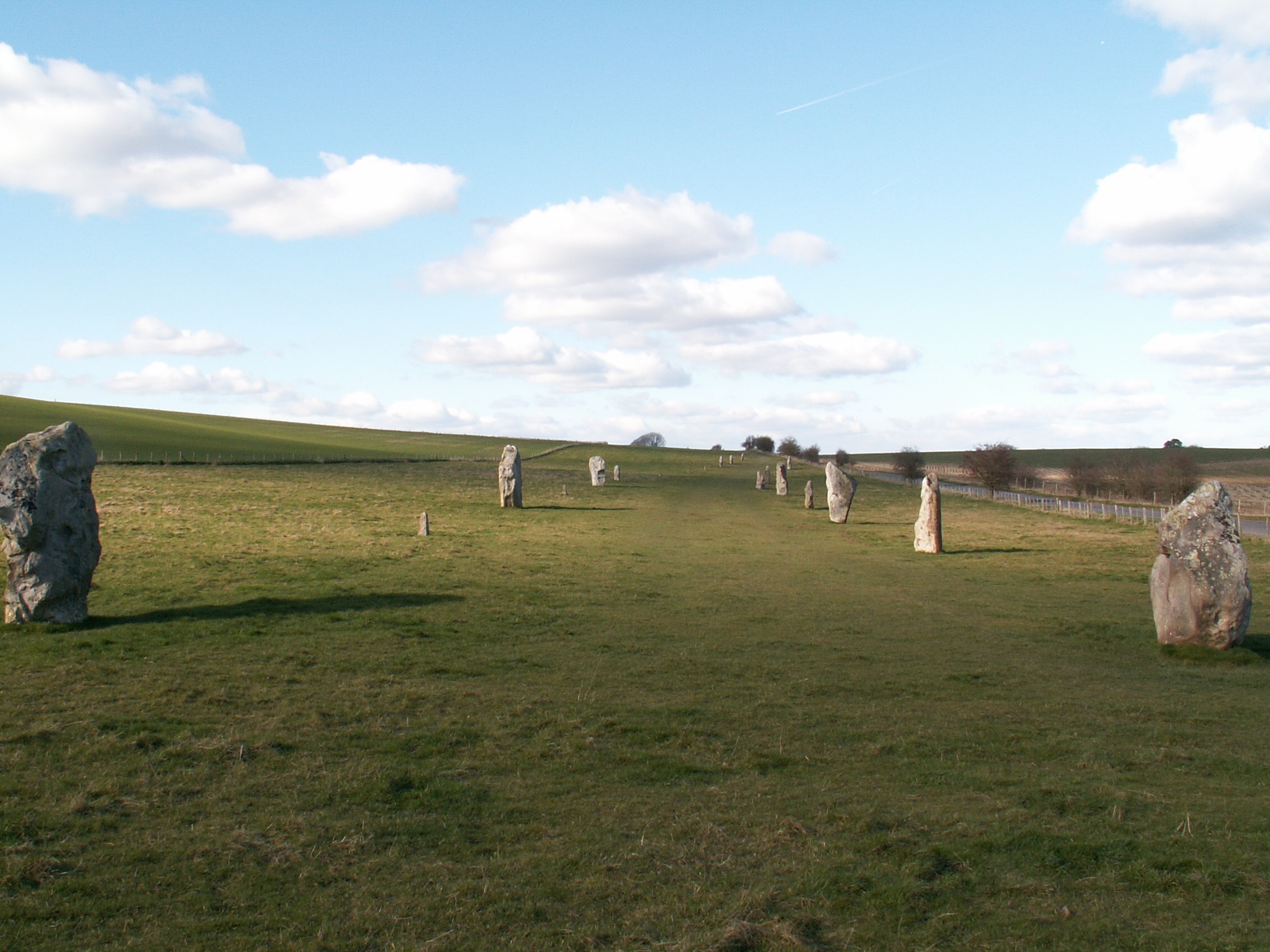
ストーンアヴェニュー

ウェスト・ケネット・アヴェニューは対になった石からなるアヴェニューであり、ヘンジ南東部の入口から続いている。また、2つめのベッカムトン・アヴェニューの痕跡は、ヘンジ西部入口から伸びている。
考古学者のアーロン・ワトソンは考古学的現象学の視点を遺跡に持ち込み、アヴェニューの建設が、聖域であるエーヴベリー、シルバリーヒル、そしてウェスト・ケネット・ロング・バロウと並列するように行われているのは意図的であると信じ、次のようにコメントしている。
「風景に伸びる通路が注意深く編成されたアヴェニューは、人々がどう動けるか、何を見られるかということに影響し、場所と場所のつながりを強調するとともに、記念物群の間を動いて得られる壮観を最大化している。」

## 現在の用途

### ネオ・ペイガニズムとニューエイジ運動
エーヴベリーは、ネオドルイド教やウイッカ、そしてゲルマン・ネオペイガニズムなど、ネオペイガニズムの多くの支持者から聖域として採用されている。エーヴベリーの崇拝者たちは記念物を「土地の守護神」すなわちその場所の霊として考えるのみならず、自らの祖先たちと交流する「生きた神殿」とみなしている。 一般的にそうした崇拝者たちはエーヴベリーで公然と儀式を行っており、特に夏至などペイガニズムにとって重要な祝日には、行事に立ち会おうとする大勢の好奇心が強い観光客の群衆を惹きつけている。
エーヴベリーで開催されるドルイド教の儀式は「ゴーセズ」（gorseddau）として一般に知られており、参加者に「アーウェン」(ドルイド教の概念で、霊感を意味する)を呼び出すとともに、アイステズバドの部門では詩の朗唱、歌の朗詠、物語の朗読が公然と行われる。18世紀にヨロ・モルガヌグによって創作されたドルイド教の祈りの言葉と、その後のドルイド教の誓約が一般的に朗読される。カイル・アビリの吟遊詩人のゴーセズとして知られるある特定の集団は、ほとんどすっかりこの先史時代の遺跡で儀式を行うことに重点を置いており、 遺跡を"カイル・アビリ"と呼んでいる。 1993年に英国ドルイド教団のフィリップ・シャルクラスが創作したもともとの儀式において、集まった人々は2つの集団に分けられ、1つは神の一団、もう1つは女神の一団と呼ばれる。女神の一団の者たちはエーヴベリーのヘンジ南部入口にある「悪魔の椅子」へ向かう。「悪魔の椅子」では、ある女性が遺跡の守護霊と女神の象徴となっており、サルセン石の南側表面にある椅子の形の窪みに座って話すことができる。その間に神の一団に従う者たちはヘンジ外側の土手を行進して南部入口へと向い、入口で彼らはやってきた意図について問われ、女神の象徴に供物(多くは花、果物、パン、あるいは蜂蜜酒)を捧げる。
様々なペイガンの存在、また特定のドルイド教集団が祭式を遺跡で行うため、ローテーションが組まれており、王室アーサー王ウォーバンド(LAW)、ドルイド教世俗同盟(SOD)、そしてドルイド教グラストンベリー教団(GOD)は遺跡を土曜日に使用し、ドルイドネットワーク、英国ドルイド教団は代わりに日曜日に行事を計画している。
ペイガンたちの間で聖域として使用されることと並行して、先史時代の記念物はニューエイジ信仰を持つ人々に人気であり、訪問者の中には、心霊の発散を検出できるのではないかという信念のもとに、遺跡周辺でダウジングを使う人もいる。

### 観光産業

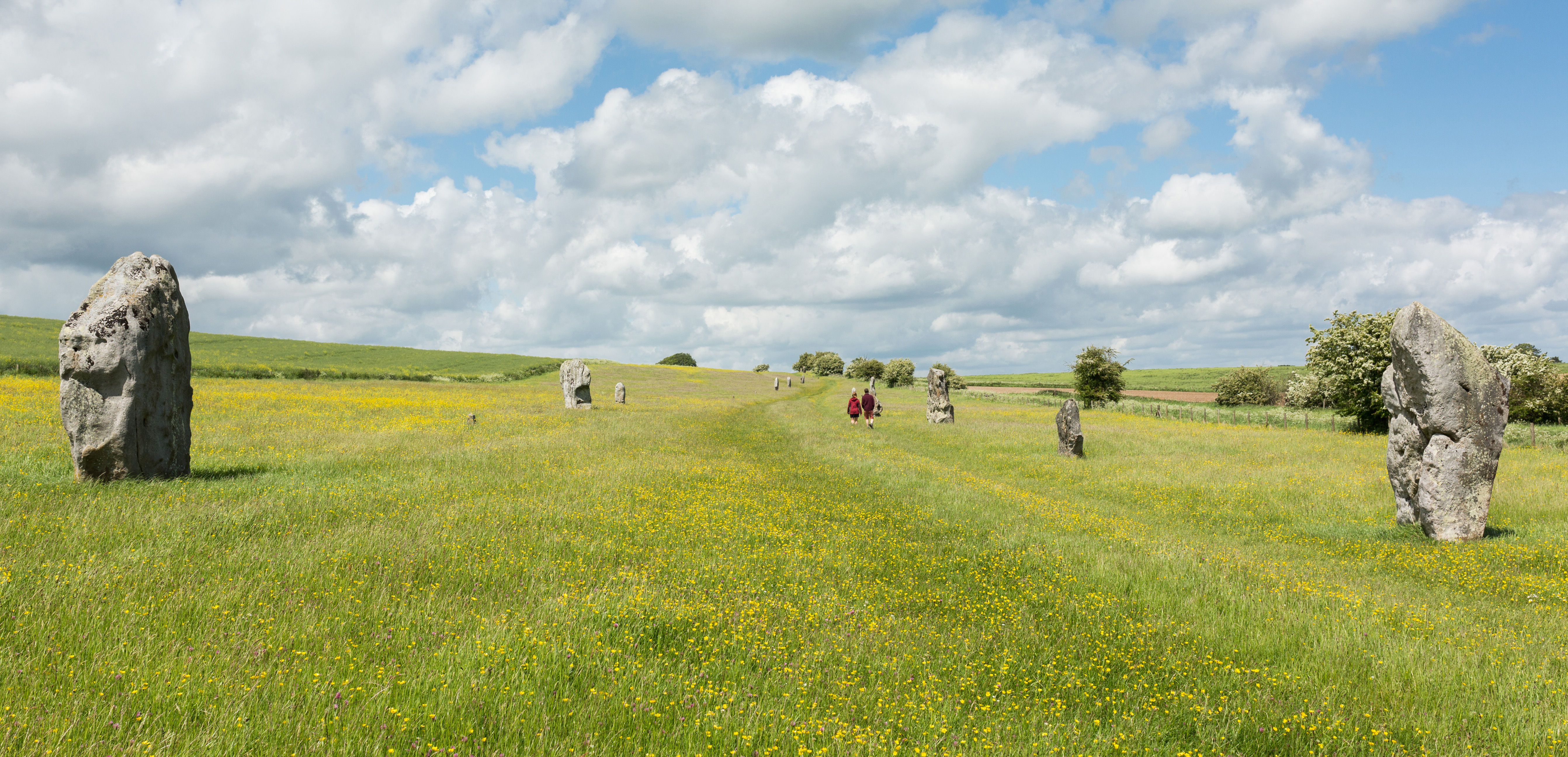
ウェスト・ケネット・アヴェニュー

年間の特定の時期の遺跡へのアクセスの問題は論争上にあり、遺跡を管理し保護するナショナル・トラストはいくつかの集団と討議を行ってきた。 ナショナル・トラストは遺跡周辺の商業主義には反対しており、多くの土産物店の出店を妨げてこの地域を連合王国の「大多数の名所に浸透する通例の俗悪美」から守ろうとしている。 しかし、開店している2軒の店は観光客向けのマーケットとして供されており、そのうち1軒はナショナル・トラストが経営する店である。もう1軒はヘンジ・ショップとして知られており、ニューエイジの道具一式と書籍を売ることに重点を置いている。
エーヴベリーはまた、伝えられるところでは幾人もの幽霊が出るとしてとても有名なパブの所在地でもある。そのパブは『モスト・ホーンテッド』(英国のTV番組)で取り上げられた。
1970年代後半までは、遺跡に年間約25万人の観光客が訪れていた。

### エイプリルフール
2014年4月1日、エイプリルフールのいたずらの一環として、ナショナル・トラストはソーシャルメディアとプレスリリースを通じ、ストーンサークルを英国夏時間に再調整するため保護官たちが石を1つ動かしていると発表した。この話は地方メディア に取り上げられ、ガーディアンの「ベスト・オブ・ザ・ウェブ」に選ばれた。

### 文献一覧
Academic books
- Adkins Roy; Adkins, Lesley and Leitch, Victoria (2008). The Handbook of British Archaeology (Revised Edition). London: Constable. ISBN 978-1-84529-606-3

- Barrett, John C. (1994). Fragments from Antiquity: An Archaeology of Social Life in Britain, 2900–1200 BC. Oxford, UK and Cambridge, USA: Blackwell. ISBN 978-0-631-18954-1

- Blain, Jenny and Wallis, Robert (2007). Sacred Sites Contested Rites/Rights: Pagan Engagements with Archaeological Monuments. Brighton and Portland: Sussex Academic Press. ISBN 978-1-84519-130-6

- Burl, Aubrey (1979). Prehistoric Avebury. New Haven and London: Yale University Press. ISBN 0-300-02368-5

- Gillings, Mark and Pollard, Joshua (2004). Avebury. London: Gerald Duckworth & Co. ISBN 0-7156-3240-X

- Hutton, Ronald (1991). The Pagan Religions of the Ancient British Isles: Their Nature and Legacy. Oxford and Cambridge, Massachusetts: Blackwell. ISBN 978-0-631-17288-8

- Ucko, Peter, Hunter, M., Clark, A.J. and David, A. (1991). Avebury Reconsidered: from the 1660s to the 1990s. Unwin Hyman

- Pollard, Joshua and Reynolds, Andrew (2002). Avebury: Biography of a Landscape. Stroud, Gloucestershire: The History Press. ISBN 978-0-7524-1957-2

- Malone, Caroline (1989). Avebury. London: B.T. Batsford and English Heritage. ISBN 0-7134-5960-3

- Parker Pearson, Michael (2005). Bronze Age Britain (Revised Edition). London: B.T. Batsford and English Heritage. ISBN 978-0-7134-8849-4

Excavation reports
- Gillings, Mark; Pollard, Joshua; Peterson, Rick and Wheatley, David (2008). Landscape of the Megaliths: excavation and fieldwork on the Avebury monuments 1997–2003. Oxford: Oxford Bows. ISBN 978-1-84217-313-8

- Smith, I. (1965). Windmill Hill and Avebury: Excavations by Alexander Keiller 1925–1939. Oxford: Clarendon Press

Academic articles
- Holgate, Robin (1987). “Neolithic settlement patterns at Avebury, Wiltshire”. Antiquity 61:  259–263.

- Pitts, Michael W. and Whittle, A. (1992). “Development and date of Avebury”. Proceedings of the Prehistoric Society 58:  203–212. doi:10.1017/s0079497x00004151.

- Pollard, Joshua and Gillings, Mark (1998). “Romancing the stones: towards a virtual and elemental Avebury”. Archaeological Dialogues 5:  143–164. doi:10.1017/s1380203800001276.

- Richards, Colin, C. (1996). “Monuments as Landscape: creating the centre of the world in late Neolithic Orkney”. World Archaeology 28 (2):  190–208. doi:10.1080/00438243.1996.9980340. JSTOR 125070.

- Watson, Aaron, A. (2001). “Composing Avebury”. World Archaeology 33 (2):  296–314. doi:10.1080/00438240120079307. JSTOR 827904.

Pagan, New Age and alternative archaeological sources
- Blacket, W.S. (1883). Researches into the Lost Histories of America. London: Trübner & Co

- Brown, Peter Lancaster (2000). Megaliths, Myths and Men (illustrated ed.). Courier Dover Publications. ISBN 978-0-486-41145-3

- Dames, Michael (1996). The Avebury Cycle (second edition). London: Thames & Hudson. ISBN 978-0-500-27886-4

- Fergusson, James (1872). Rude Stone Monuments in All Countries. London: John Murray

- Warner, R. (1840). The Pagan Altar

- Nichols, Ross (1990). The Book of Druidry. Wellingborough, Northamptonshire: The Aquarian Press. ISBN 0-85030-900-X